# Moss (pel·lícula)
Moss (en coreà 이끼, Iggi) és una pel·lícula thriller de Corea del Sud de 2010 dirigida per Kang Woo-suk. Es va basar en el popular webtoon del mateix títol de Yoon Tae-ho.

## Trama
En un petit poble de Corea del Sud, un ministre de l'església demana a un detectiu corrupte anomenat Cheon que arresti un predicador de carrer no oficial, la influència del qual ha anat creixent i que ha recaptat grans donacions. Els donants són pressionats perquè diguin que van ser estafats, la qual cosa condueix a l'empresonament del predicador i a la tortura posterior per part de Cheon per tal d'extreure una confessió. Per sorpresa de Cheon, el predicador demostra una resistència i una força de voluntat increïbles, el que porta a Cheon a alliberar-lo i a finançar la seva predicació. Cheon utilitza la seva recent amistat per reforçar la seva pròpia reputació i reclutar secuaços. En aquesta època, una noia anomenada Lee és violada per tres homes, i Cheon es guanya el seu respecte colpejant-los.
Al voltant de 25 anys després, Ryoo, el fill separat del predicador, és informat de manera anònima de la mort del seu pare i viatja a la ciutat, que passa a ser la nova jurisdicció del seu conegut Park, un fiscal. Ryoo es troba amb un Cheon gran, a qui sembla que tots els habitants veneren i temen. Amb Cheon hi ha tres secuaços, Jeon, Ha i Kim, i també Lee, que es va convertir en la dona de Cheon.
Després del funeral, Ryoo es queda per investigar, ja que sospita que el seu pare va ser assassinat, i troba diverses pistes, com ara transaccions immobiliàries sospitoses. En aquest punt, Jeon intenta assassinar Ryoo, però Ryoo es resisteix i el mata. Ha intenta assassinar en Ryoo, que es resisteix incendiant la casa d'Ha. Lee ho veu i rescata en Ryoo, i minuts més tard Ha mor cremat quan entra a la casa en flames per rescatar els seus objectes de valor.
Com a resultat, Cheon ha estat extorsionant en sèrie la gent del poble per la seva terra, que torna a vendre, i ha assassinat a qualsevol que no ha cooperat. A causa de les seves connexions polítiques, la policia mai el va acusar. A més, durant aquest període es va produir una intoxicació massiva en una casa de pregària, que va deixar desenes de morts i el culpable mai va ser capturat. Park, després d'haver parlat amb Ryoo, construeix un cas contra Cheon per l'oposició dels seus superiors corruptes, i l'últim secuaç Kim accepta declarar.
Malauradament, Cheon escolta la conversa i assassina Kim. Ryoo s'enfronta amb ira a Cheon, que revela que el pare de Ryoo, en adonar-se de l'abast de la corrupció de Cheon, va intentar assassinar Cheon mentre dormia. Lee, afortunadament, accepta declarar i lliurar proves. Explica que anys enrere s'havia oposat a un intent de pla per eliminar el pare de Ryoo i, com a represàlia, els tres secuaços de Cheon l'havien violat.
Mentre la policia asalta la ciutat, Ryoo, Park i Lee s'enfronten a Cheon a casa seva. Cheon està indignat perquè Lee l’ha traït i, a més, discuteixen sobre qui va fer la massacre de la casa de pregària. Cheon afirma que el pare de Ryoo ho va fer, mentre que Lee afirma que Cheon ho va fer. Enmig de la incursió, Cheon intenta cremar les proves, i accidentalment es suïcida. Mentre la policia intenta arrestar Cheon, es dispara al cap, cosa que tanca el cas, tot i que la mort del pare de Ryoo no s'explica.
Un any més tard, Ryoo visita la tomba del seu pare i descobreix que Lee s'ha convertit en líder de la ciutat. De sobte recorda la trucada telefònica anònima, així com la convenient col·locació de pistes, i s'adona, amb horror, que Lee era l'assassí del seu pare. Després d'haver estat torturat per Cheon, i desitjant escapar, Lee va enverinar el pare de Ryoo perquè Ryoo arribés i obrís una investigació, la que finalment va provocar la derrota de Cheon.

## Repartiment
- Park Hae-il com a Ryoo Hae-kook
- Jung Jae-young com a Cheon Yong-deok, el cap del poble
- Yoo Jun-sang com Park Min-wook, un fiscal públic
- Yoo Sun com a Lee Yeong-ji, una resident del poble
- Yoo Hae-jin com a Kim Deok-cheon, un cap de poble
- Kim Sang-ho com a Jeon Seok-man, un poble resident
- Kim Joon-bae com a Ha Seong-kyoo, un poble resident
- Heo Joon-ho com a Ryoo Mok-hyeon, el pare d'Hae-kook
- Kang Shin-il com a fiscal de districte
- Im Seung-dae com el Sr. Cheon, un oficial de policia del poble
- Jeong Gyoo-soo com a director
- Lee Cheol-min

## Producció
La pel·lícula es va rodar a Comtat de Muju, província de Jeolla del Nord.

## Versió internacional
La pel·lícula va ser recollida per a la seva distribució al Regne Unit per Inclusionism Films. El llançament del DVD va incloure extenses entrevistes tant amb el director de la pel·lícula com amb el dibuixant de còmics Yoon Tae-ho.

## Premis i nominacions
| Any  | Premi                        | Categoria                 | Recipient                     | Resultat  |
| ---- | ---------------------------- | ------------------------- | ----------------------------- | --------- |
| 2010 | 18ns Chunsa Film Art Awards  | Millor pel·lícula         | Moss                          | Guanyador |
| 2010 | 18ns Chunsa Film Art Awards  | Millor director           | Kang Woo-suk                  | Guanyador |
| 2010 | 18ns Chunsa Film Art Awards  | Millor actor secundari    | Yoo Jun-sang                  | Guanyador |
| 2010 | 18ns Chunsa Film Art Awards  | Millor fotografia         | Kim Seong-bok, Kim Yong-heung | Guanyador |
| 2010 | 18ns Chunsa Film Art Awards  | Millor il·luminació       | Kang Dae-hee                  | Guanyador |
| 2010 | 18ns Chunsa Film Art Awards  | Millor muntatge           | Ko Im-pyo                     | Guanyador |
| 2010 | 18ns Chunsa Film Art Awards  | Millor música             | Jo Yeong-wook                 | Guanyador |
| 2010 | 19ns Buil Film Awards        | Millor actor              | Jung Jae-young                | Guanyador |
| 2010 | 47ns Grand Bell Awards       | Millor pel·lícula         | Moss                          | Nominat   |
| 2010 | 47ns Grand Bell Awards       | Millor director           | Kang Woo-suk                  | Guanyador |
| 2010 | 47ns Grand Bell Awards       | Millor actor              | Jung Jae-young                | Nominat   |
| 2010 | 47ns Grand Bell Awards       | Millor actor secundari    | Yoo Hae-jin                   | Nominat   |
| 2010 | 47ns Grand Bell Awards       | Millor fotografia         | Kim Sung-bok, Kim Yong-heung  | Guanyador |
| 2010 | 47ns Grand Bell Awards       | Millor direcció artística | Jo Sung-won, Lee Tae-hun      | Guanyador |
| 2010 | 47ns Grand Bell Awards       | Millor vestuari           | Jo Sang-gyeong                | Nominat   |
| 2010 | 47ns Grand Bell Awards       | Millors efectes sonors    | Oh Se-jin, Kim Suk-won        | Guanyador |
| 2010 | 31ns Blue Dragon Film Awards | Millor pel·lícula         | Moss                          | Nominat   |
| 2010 | 31ns Blue Dragon Film Awards | Millor director           | Kang Woo-suk                  | Guanyador |
| 2010 | 31ns Blue Dragon Film Awards | Millor actor              | Jung Jae-young                | Guanyador |
| 2010 | 31ns Blue Dragon Film Awards | Millor actor secundari    | Yoo Hae-jin                   | Guanyador |
| 2010 | 31ns Blue Dragon Film Awards | Millor actor secundari    | Yoo Jun-sang                  | Nominat   |
| 2010 | 31ns Blue Dragon Film Awards | Millor actriu secundària  | Yoo Sun                       | Nominat   |
| 2010 | 31ns Blue Dragon Film Awards | Millor il·luminació       | Kang Dae-hee                  | Guanyador |
| 2010 | 31ns Blue Dragon Film Awards | Premi tècnic (Make-up)    | Jang Jin                      | Nominat   |
| 2010 | 8th Korean Film Awards       | Millor actor secundari    | Yoo Hae-jin                   | Guanyador |
| 2011 | 5ns Asian Film Awards        | Millor actor secundari    | Yoo Hae-jin                   | Nominat   |
| 2011 | 47ns Baeksang Arts Awards    | Millor pel·lícula         | Moss                          | Nominat   |
| 2011 | 47ns Baeksang Arts Awards    | Millor director (Film)    | Kang Woo-suk                  | Nominat   |